# Vidunderbarn
Et vidunderbarn er et ekstraordinært begavet barn, ofte kun inden for et felt.
Et af de mest berømte vidunderbørn er Wolfgang Amadeus Mozart der allerede i treårsalderen optrådte og gennem hele sin barndom rejste rundt i Europa for at vise sine færdigheder som solist og siden som improvisator og komponist.